# 兵庫県立いなみ野特別支援学校
兵庫県立いなみ野特別支援学校（ひょうごけんりつ いなみのとくべつしえんがっこう）は、兵庫県加古郡稲美町国安にある県立特別支援学校。知的障害のある児童・生徒を教育対象とする。

## 設置学部
- 小学部
- 中学部
- 高等部

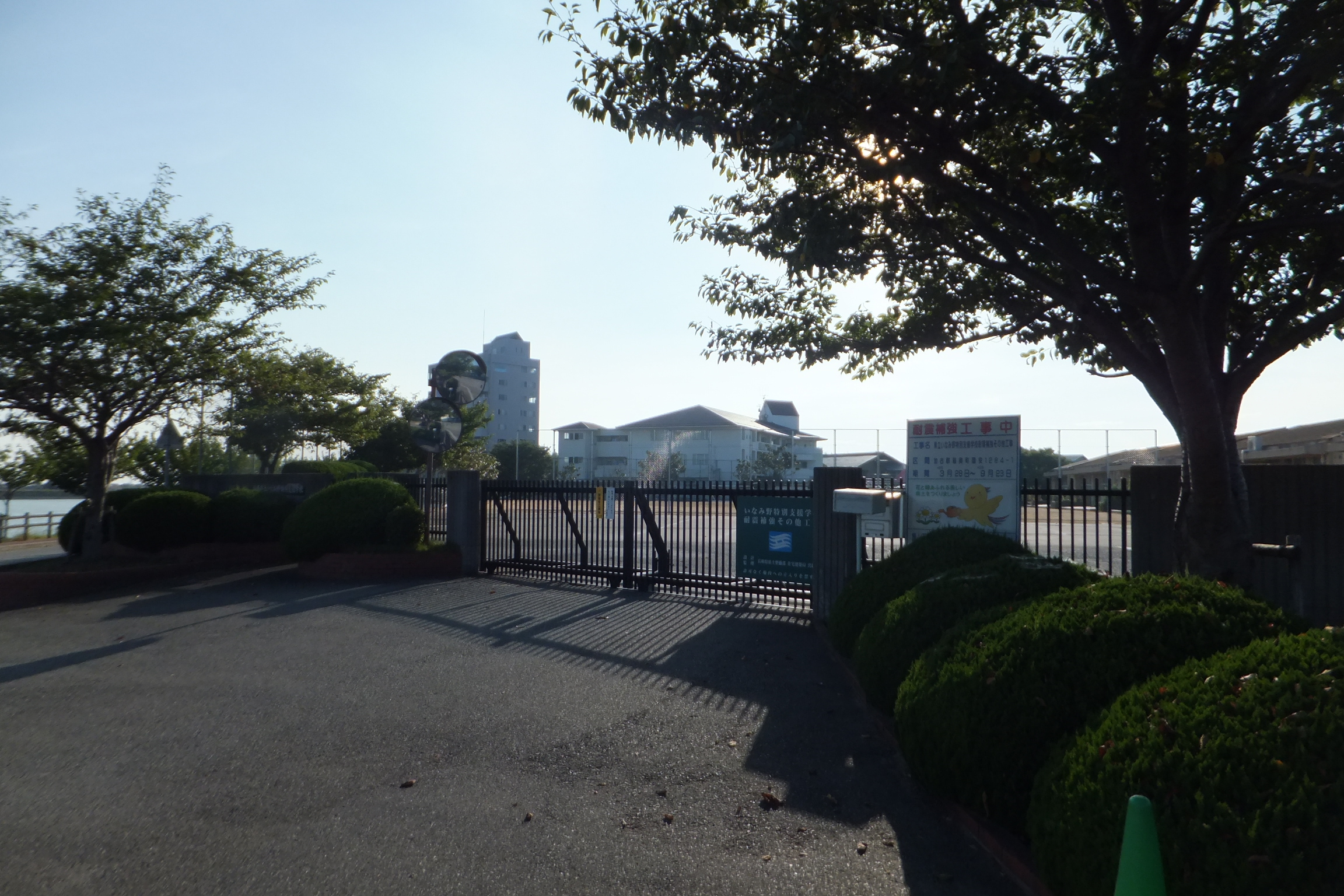
正門

- あおの訪問学級（国立病院機構兵庫あおの病院内）

## 部活動
高等部のみに設置。
- サッカー部
- 陸上部
- 美術部
- フィットネス同好会
- 卓球同好会
- パソコン同好会

## 沿革
- 1980年4月1日 - 稲美町立天満小学校仮設校舎で兵庫県立いなみ野養護学校として開校。同年8月1日、現在地に移転。
- 1983年4月1日 - 高等部設置
- 1985年9月1日 - プール竣工
- 2007年4月1日 - 学校名を兵庫県立いなみ野特別支援学校に変更。
- 2008年4月1日 - 三木市・小野市居住者の通学先を兵庫県立のじぎく特別支援学校に変更。
- 2009年4月1日 - 播磨町に東はりま特別支援学校が設置されたのに伴い学区の縮小。

## 通学区域
- 明石市（全域）
- 加古川市（神吉中、志方中、両荘中、山手中、陵南中、氷丘中の校区）
- 稲美町（全域）